# Puchar Australii i Nowej Zelandii w narciarstwie alpejskim 2014
Sezon 2014 Pucharu Australii i Nowej Zelandii w narciarstwie alpejskim rozpoczął się 25 sierpnia 2014 r. w australijskim Mount Hotham. Ostatnie zawody z tego cyklu zostały rozegrane między 13 a 19 września 2014 roku w nowozelandzkim Mount Hutt. Zaplanowano 13 zawodów dla kobiet i mężczyzn.

## Puchar Australii i Nowej Zelandii w narciarstwie alpejskim kobiet
Wśród kobiet Pucharu Australii i Nowej Zelandii z sezonu 2014 broni Słowaczka Barbara Kantorová.
W poszczególnych klasyfikacjach tryumfowały: 
- slalom:
- gigant:
- supergigant:
- superkombinacja:

## Puchar Australii i Nowej Zelandii w narciarstwie alpejskim mężczyzn
Wśród mężczyzn Pucharu Australii i Nowej Zelandii z sezonu 2014 broni Polak Maciej Bydliński.
W poszczególnych klasyfikacjach tryumfowali:
- slalom:
- gigant:
- supergigant:
- superkombinacja: